# Linia kolejowa nr 160
Linia kolejowa nr 160 – pierwszorzędna, jednotorowa, zelektryfikowana linia kolejowa łącząca stację Zawiercie ze stacją Dąbrowa Górnicza Ząbkowice.